# Kolon
Kolon (z łac. colonus – 'wieśniak, rolnik' z colere 'uprawiać (ziemię)') – w starożytnym Rzymie dzierżawca działki ziemi od właściciela ziemskiego, w okresie cesarstwa chłop zależny od właściciela latyfundium, a z czasem zniewolony rolnik przypisany do ziemi (glebae adscripti). Kolonowie stanowili podstawę systemu kolonatu.
Na skutek postępującego upadku Cesarstwa w II wieku n.e. ograniczono podboje, co tym samym wiązało się ze spadkiem liczby niewolników, którzy stanowili tanią siłę roboczą, której deficyt wymusił reformę. Polegała ona na dzieleniu gruntów i osadzaniu na nich niewolników (zwanych servi casati), którzy oddawali panu część plonów. Jednak kolejny spadek liczby niewolników wymusił dzierżawienie ziemi wolnym chłopom – kolonom. Uiszczali oni odpowiedni czynsz dzierżawczy w naturze lub gotówce.